# Ljubešćica
Ljubešćica je opčina v Chorvatsku ve Varaždinské župě. Opčinu tvoří 5 sídel. V roce 2011 žilo v celé opčině 1 858 obyvatel, v samotné vesnici Ljubešćica 1 261 obyvatel.

## Části opčiny
- Kapela Kalnička
- Ljubelj
- Ljubelj Kalnički
- Ljubešćica
- Rakovec